# Exeurytoma
Exeurytoma är ett släkte av steklar. Exeurytoma ingår i familjen kragglanssteklar.
Kladogram enligt Catalogue of Life:
| Exeurytoma | \| \| Exeurytoma anatolica \| \| \| \| \| \| Exeurytoma caraganae \| \| \| \| |
|            | \| \| Exeurytoma anatolica \| \| \| \| \| \| Exeurytoma caraganae \| \| \| \| |
|            | Exeurytoma anatolica                                                          |
|            |                                                                               |
|            | Exeurytoma caraganae                                                          |
|            |                                                                               |